# Liste der Baudenkmale in Altwigshagen
In der Liste der Baudenkmale in Altwigshagen sind alle denkmalgeschützten Bauten der vorpommerschen Gemeinde Altwigshagen und ihrer Ortsteile aufgelistet. Grundlage ist die Veröffentlichung der Denkmalliste des Kreises Uecker-Randow mit dem Stand vom 1. Februar 1996 (für Altwigshagen) und der Denkmalliste des Kreises Ostvorpommern mit dem Stand vom 30. Dezember 1996 (für Wietstock). 

## Baudenkmale nach Ortsteilen

### Altwigshagen
| ID | Lage                              | Bezeichnung                                               | Beschreibung | Bild                                                      |
| -- | --------------------------------- | --------------------------------------------------------- | --- | --------------------------------------------------------- |
|    | (Karte)                           | Kirche mit Glockenstuhl und Einfriedung                   | Turmlose verputzte Kirche aus Feldstein von der zweiten Hälfte des 17. Jahrhunderts (Umbau); Westgiebel später mit Brettern verblendet; Kanzelaltar der Spätrenaissance. | Kirche mit Glockenstuhl und Einfriedung                   |
|    |                                   | Kopfsteinpflaster innerhalb der Ortslage                  | |                                                           |
|    | Otto-Lilienthal-Straße 18 (Karte) | Haustür                                                   | |                                                           |
|    | Otto-Lilienthal-Straße 19 (Karte) | Pfarrhaus                                                 | |                                                           |
|    | (Karte)                           | ehemalige Schule mit Stallscheune                         | |                                                           |
|    | Seestraße 1 (Karte)               | Gutsanlage mit Gutshaus, Eiskeller, Scheune und Brennerei | Gut bis 1928 im Eigentum der Familien von Borcke; 2-gesch. geputztes Herrenhaus im Stil der englischen Tudorgotik von um 1900 mit parkseitigem, 4-achsigem, eingestürztem Mittelrisalit; sehr sanierungsbedürftig; Stall- und Wirtschaftsgebäude erhalten; Gemeindepark stark verwildert. | Gutsanlage mit Gutshaus, Eiskeller, Scheune und Brennerei |

### Wietstock
| ID | Lage            | Bezeichnung                                                      | Beschreibung | Bild   |
| -- | --------------- | ---------------------------------------------------------------- | --- | ------ |
|    |                 | ehemalige Schule                                                 | |        |
|    |                 | ehemaliges Spritzenhaus                                          | |        |
|    |                 | Friedhof, Umfassungsmauer und Toranlage, historische Grabzeichen | |        |
|    |                 | Gutsanlage mit Gutshaus, linker Stallspeicher, Waage             | Das sanierungsbedürftige 1-gesch., 13-achsige Gutshaus mit 2-gesch. Mittelrisalit und Krüppelwalm wurde um 1920 erbaut.                                          |        |
|    |                 | Kirche                                                           | Bau vom Ende des 16. Jahrhunderts auf rechteckigen Grundriss aus Feldstein; Prägend: vier Strebepfeiler an den Ecken; Fachwerk - Dachreiter vom 18. Jahrhundert. | Kirche |
|    | Nr. 34          | Siedlergehöft mit Wohnhaus, Stall, Scheune                       | |        |
|    |                 | Schmiede                                                         | |        |
|    | Siedlungsstraße | Pflasterung, Baumbestand                                         | |        |

## Quelle
- Bericht über die Erstellung der Denkmallisten sowie über die Verwaltungspraxis bei der Benachrichtigung der Eigentümer und Gemeinden sowie über die Handhabung von Änderungswünschen (Stand: Juni 1997)

- Karte mit allen Koordinaten:
- OSM |
- WikiMap